# Вице-адмирал (Австралия)
Вице-адмирал (англ. Vice admiral) — военно-морское звание Королевского ВМФ Австралии. Соответствует званию «Генерал-лейтенант» в Армии Австралии и званию «Маршал авиации» в Королевских ВВС Австралии. Является «трёхзвёздным» званием (по применяемой в НАТО кодировке — OF-8).

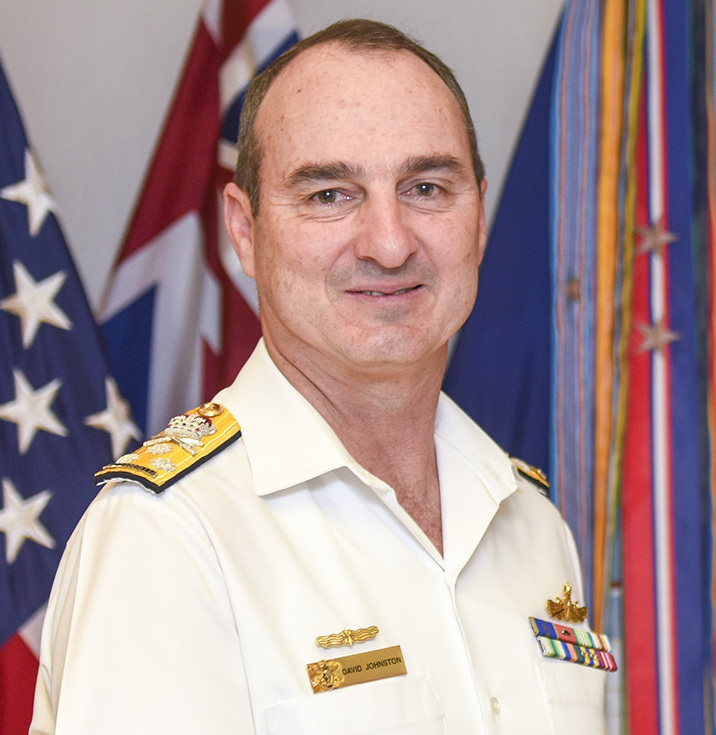
Джонстон, Дэвид (адмирал) - один из носителей данного звания (апрель 2014)

Следует за званием «Контр-адмирал» и предшествует званию «Адмирал». Является прямым аналогом британского звания «Вице-адмирал».

## Положение о звании
Созданный в 1911 году КВМФ Австралии перенял те же звания, что и в Королевском ВМФ Великобритании. Но до 1922 года данное звание не присваивалось морским офицерам ВМФ. В настоящее время данное звание присваивается «Начальнику флота (CN)». Другими трёхзвёздочными должностями, потенциально доступными морским офицерам ВМФ, являются «Заместитель начальника Сил обороны (VCDF)», «Начальник совместных операций (CJOPS)», «Начальник совместных возможностей (CJC)» и «Начальник военной разведки (CDI)».

## Знаки различия
Погон представляет собой Корону Святого Эдуарда над скрещенными жезлом и саблей, над тремя восьмиконечными серебряными звёздами, а ниже надпись «AUSTRALIA». До 1995 года погон КВМФ Австралии были идентичен погону КВМФ Великобритании. Нарукавный знак различия представляет собой широкую полосу, под которой надпись «AUSTRALIA», а выше две маленькие полосы.

## Статистика присвоения звания
Первым австралийским Вице-адмиралом стал сэр Уильям Кресвелл (присвоено 1 сентября 1922 года). В общей сложности данное звание присвоено 34 раза. Из них:
- 6 офицерам в дальнейшем присвоено звание Адмирала;
- 4 Вице-адмирала находятся на активной службе (на ноябрь 2022 года).

## Галерея

Погон[9]
Погон до 1995 года
Нарукавные знаки различия
Штандарт